# Steven Thicot
Steven Thicot (Montreuil, 14 febbraio 1987) è un ex calciatore francese, di ruolo difensore o centrocampista.

## Caratteristiche tecniche
Gioca come difensore centrale, ma può agire anche da mediano.

## Carriera

### Club
Cresciuto calcisticamente nel settore giovanile del Nantes, non ha mai esordito in prima squadra, venendo ceduto in prestito nella stagione 2006-2007 al Sedan, con cui ha collezionato 3 presenze in Ligue 1.
Nel 2008 si trasferisce agli Hibernian in Scozia, dove rimane fino al 2011, totalizzando 37 presenze in Scottish Premier League.
Nel 2012 passa ai portoghesi del Naval, segnando 3 reti in 32 partite. Dopo un anno si trasferisce in Romania alla Dinamo Bucarest, dove realizza 2 reti in 20 presenze.
Torna poi in Portogallo al Belenenses e successivamente al Tondela, prima di una breve esperienza in Grecia con l’AEL Larissa.
Nel 2018 si trasferisce in Malesia al Melaka United, mentre l’anno successivo gioca negli Stati Uniti con i Charlotte Independence nella USL Championship.
Nel 2020 firma con il Kauno Žalgiris in Lituania, dove resta fino al 2021. Nel 2022 passa al Clyde in Scozia, e nel 2023 si unisce ai Camelon Juniors, squadra in cui conclude la carriera nel 2024.

### Nazionale
Nel 2004 ha vinto gli Europei Under-17.

## Palmarès

### Nazionale
- Campionato d'Europa Under-17: 1

2004